# Prime Garden
『Prime Garden』（プライム・ガーデン）は、doaのメジャー4枚目のアルバム。規格品番はGZCA-5151。

## 内容
シングル「ガラスのハイウェイ」、「サザンライツ」、「I wish」を含んだアルバム。最後の「乾杯」はメンバー全員による作詞・作曲。アルバムタイトルの由来は徳永暁人曰く「極上の庭という意味ですけど、別にキレイな金のかかった庭をイメージしたわけではない。自分の部屋でも行きつけの居酒屋でも会社の休憩室でもいいから、ここにくれば自分が自分になれる、そんないい意味での力の抜けた大人のアルバムにしたかった」とのこと。

## 収録曲
1. Big Wave Will Come
作詞：大田紳一郎&吉本大樹
2. I wish
作詞：徳永暁人
3. ハロー☆グッバイ
作詞：大田紳一郎
4. ガラスのハイウェイ[2]
作詞：徳永暁人
5. 終わらないYESTERDAY
作詞：大田紳一郎
6. Come On!
作詞：吉本大樹
7. サザンライツ
作詞：徳永暁人
8. 風の中育てた花
作詞：吉本大樹
9. ワガベソ
作詞：吉本大樹
10. OH OH OSAKA
作詞：大田紳一郎
11. どんくらい
作詞：徳永暁人
12. 手紙
作詞：徳永暁人
13. 乾杯
作詞：doa

- 全作編曲：徳永暁人
- ボーカル：
  - 1：doa
  - 3：吉本大樹
  - 11：徳永暁人&吉本大樹
  - その他：作詞者と同じ

## 参加ミュージシャン
- 吉本大樹 - ボーカル
- 大田紳一郎 - ボーカル、ギター
- 徳永暁人 - ボーカル、ベース、その他楽器演奏
  - 車谷啓介（三枝夕夏 IN db） - パーカッション (#6.9)
  - 高久知也 - ヴァイオリン (#6)